# چاه طرخ علیا
چاه طرخ علیا، روستایی در دهستان دستگردان بخش مرکزی شهرستان عشق‌آباد در استان خراسان جنوبی ایران است.

## جمعیت
بر پایه سرشماری عمومی نفوس و مسکن در سال ۱۳۹۵، جمعیت این روستا برابر با ۲۸ نفر (۸ خانوار) بوده است.